# Carl Runge
Pour les articles homonymes, voir Runge.
Carl David Tolmé Runge (ˈʀʊŋə) (1856-1927) est un mathématicien et physicien allemand. On retient surtout son nom pour son développement, avec Martin Wilhelm Kutta, d'une des méthodes les plus utilisées de résolution numérique des équations différentielles, la méthode de Runge-Kutta.

## Biographie

### Vie personnelle
Carl Runge est le fils de Julius Runge et de sa femme Fanny Tolmé, de descendance anglaise. Il passe ses premières années à La Havane, où son père est consul du Danemark. La famille s'installe ensuite à Brême, où son père meurt en 1864.
À 19 ans il fait avec sa mère un voyage culturel de six mois en Italie.
Runge n'a pas de l'intérêt que pour les mathématiques, mais aussi pour la physique, plus particulièrement la spectroscopie. Peu après 1900, les premières études du spectre de l'hydrogène étaient encore irrégulières et Runge suppose que les irrégularités sont dues à l'imprécision dans le tracé des réseaux de diffraction utilisés. Runge s'adonne aussi à la musique (il joue du piano en famille), et au sport (tennis, patin à glace, ski…). Les huit kilomètres entre chez lui et l'université de Hanovre, il les fait à bicyclette.
Il a aussi beaucoup voyagé, sa connaissance des langues — particulièrement de l'anglais — l'aidant beaucoup. En 1897, il prend part à l'assemblée de la British Association  for the Advancement of Science à Toronto puis visite les observatoires astronomiques des États-Unis. En 1906 il est en Algérie avec Karl Schwarzschild pour observer une éclipse du soleil. En 1909, il est professeur invité à l'université Columbia de New York, et il fait de nouveau le tour des universités et des observatoires des États-Unis. En 1926, il prend part à la réunion de la British Association à Oxford.
En 1887 Runge épousa Aimée, fille du célèbre physiologiste Emil du Bois-Reymond. Ils eurent quatre filles et deux fils, dont un périt à la guerre. Son fils Wilhelm fut ingénieur en électronique, participant au développement du radar. Sa fille Iris Runge — qui écrivit sa biographie — eut un destin encore plus singulier, devenant l'une des premières mathématiciennes employées dans l'industrie. Une autre de ses filles, Nerina (Nina) fut l'épouse de Richard Courant.
À son 70e anniversaire, moins de six mois avant sa mort et de deux ans après sa retraite, il faisait encore des appuis tendus renversés pour ses petits-enfants. Friedrich Paschen n'exagère sans doute pas quand il dit que sa mort d'apoplexie en 1927 a été inattendue.

### Carrière et contributions scientifiques
Runge s'inscrit en littérature et en philosophie à l'université de Munich en 1876. Après six semaines, il se tourne vers les mathématiques et la physique. Il a comme camarade de cours Max Planck ; leur amitié durera toute la vie. Son intérêt pour la philosophie ne meurt toutefois pas et il reconnaîtra dans le philosophe Friedrich Paulsen l'un des deux êtres auxquels il doit le meilleur de ses connaissances et de ses compétences.
Il soutient son doctorat en mathématiques à l’université Humboldt de Berlin en 1880, sous la direction de Karl Weierstrass. Il entre ensuite dans le cercle qui s'était constitué autour Leopold Kronecker et passe son habilitation. En 1885, à la suite d'une visite à Gösta Mittag-Leffler à Stockholm, Runge, qui avait peu publié, écrit des articles pour la revue de ce dernier, Acta Mathematica. En 1886 il devient professeur à l’université de Hanovre, où il reste 18 ans.
Il s'intéresse aux mathématiques et à la spectroscopie, et aussi à la géodésie et à l'astrophysique. En dehors de son travail en mathématiques pures, il fait aussi, avec Heinrich Kayser et Friedrich Paschen, beaucoup de recherche expérimentale sur le spectre de divers éléments chimiques et s'intéresse aux applications en spectroscopie astronomique.
En 1901, il découvre que, contrairement à ce qu'on est porté à penser, le procédé d'interpolation polynomiale de Lagrange peut diverger, même avec des fonctions présentant toutes les conditions de régularité ordinairement admises (phénomène dit « de Runge »). Il propose avec Martin Wilhelm Kutta les méthodes qui portent leurs noms.
En 1904, Max Planck et Felix Klein l'aident à devenir le premier professeur de mathématiques appliquées de l'université Georg-August de Göttingen, qui rassemble déjà des mathématiciens prestigieux. Il prend sa retraite en 1925.
Le cratère lunaire Runge porte son nom depuis 1973.

## Publications choisies
- (1880) Über die Krümmung, Torsion und geodätische Krümmung der auf einer Fläche gezogenen Curven (thèse de doctorat), Berlin, Carl Friese[6]
- (1885) « Zur Theorie der eindeutigen analytischen Functionen », dans Acta Mathematica, p. 229–244[7]
- (1885) « Zur Theorie der analytischen Functionen », ibid., p. 245–248[7]
- (1885) « Entwicklung der Wurzeln einer algebraischen Gleichung in Summen von rationalen Functionen der Coefficienten », ibid., p. 305–318[7]
- (1891) (Avec Heinrich Kayser) Über die Spectren der Elemente, Berlin, Königl. Akademie der Wissenschaften, en ligne sur Google Livres
- (1894) « Über angewandte Mathematik », dans Mathematische Annalen, vol. 44, p. 437–448[6]
- (1895) « Über die numerische Auflösung von Differentialgleichungen », dans Mathematische Annalen, vol. 46, p. 167–178
- (1901) « Über empirische Funktionen und die Interpolation zwischen äquidistanten Ordinaten », dans Zeitung der Math. und Phys., vol. 46, p. 224–243
- (1908) Analytische Geometrie der Ebene, Leipzig–Berlin, B.G. Teubner[8]
- (1912) (en) Graphical methods, New York, New York, Columbia University Press[7]

- (1924) (Avec Hermann König) « Vorlesungen über numerisches Rechnen », dans Die Grundlehren der mathematischen Wissenschaften, vol. 11, Berlin, Springer, 1924[6]
- (1928) Graphische Methoden, Teubner[7]